# Карина Смирнофф
Карина Смирнофф (англ. Karina Smirnoff; 2 січня 1978, Харків, УРСР, СРСР) — американська танцюристка українсько-грецького походження. Володарка численних нагород та титулів змагань з бальних танців, п'ятиразова чемпіонка США.

## Біографія
Народилася в Харкові з прізвищем Смирнова. У 5 років почала брати уроки балету. Надалі займалася аеробікою, гімнастикою, фігурним катанням, бальними танцями і грою на фортепіано, але зупинилася на танцях.
У 1992 році емігрувала у США, де навчалася в Середній школі імені Христофора Колумба у Нью-Йорку, а потім у Старшій Науковій школі Бронкса. Згодом вступила до Університету Фордхем, який закінчила з двома науковими ступенями: з економіки та інформаційних систем.
12 травня 2013 року отримала травму шиї.
18 грудня 2019 року стало відомо про вагітність, навесні 2020 року народила сина Тео Габріеля від партнера по «Танцях з зірками» Джастінаса Дукнаускаса (Justinas Duknauskas).
2021 року знялася в фільмі «Руки геть!».